# PCC-775 성남
PCC-775 성남은 경기도 성남시의 이름을 딴 대한민국 해군의 포항급 초계함이다. 대한민국 해군 3함대에 소속되어 있다. 2013년 11월 24일, MBC 예능프로그램인 진짜 사나이에서 소개되었다.

## 같이 보기
- 대한민국 3함대

## 참고
- 《MBC 일밤, 2부 진짜사나이 33회, 34회》- 2013년작 예능프로그램